# ФК Бристъл Сити
ФК „Бристъл Сити“ (на английски: Bristol City F.C.) е английски футболен клуб, базиран в град Бристъл. Провежда своите домакински срещи на стадион Аштън Гейт. Подвизава се във втория ешелон на английския футбол Чемпиъншип. Старши треньор на тима е Кейт Милън. През сезон 2007/08 „Бристъл Сити“ са на крачка от спечелване на промоция в Премиършип, само сезон след като получават промоция в Първа лига.

## Състав за сезон 2012/13

### Вратари
- 1  Том Хийтън
- 22  Дийн Геркен
- 32  Люис Кери

### Защитници
- 2  Ричард Фостър
- 3  Марк Уилсън
- 4  Лиъм Фонтейн (капитан)
- 5  Люис Нятанга
- 6  Луис Кейри
- 12  Джеймс Уилсън
- 17  Грег Кънингам
- 19  Стивън МакМанъс (под наем от Мидълзбро)
- 28  Аарън Амади-Холоуей
- 29  Матю Бригс (под наем от Фулъм)
- 30  Джордж Елокоби (под наем от Улвърхямптън)

### Полузащитници
- 8  Нийл Килкени
- 11  Мартин Улфорд
- 14  Кол Скус
- 15  Стивън Пиърсън
- 20  Джоди Морис
- 21  Пол Андерсън
- 24  Боби Рийд
- 25  Марвин Елиът
- 26  Джо Брайън
- 27  Алберт Адома

### Нападатели
- 7  Сам Балдок
- 9  Джон Стед
- 10  Брет Питман
- 16  Стив Дейвис
- 18  Райън Тейлър